# Kano Omata
Kano Omata (em japonês:  小俣 夏乃, Omata Kano; Chigasaki, 24 de julho de 1992) é uma nadadora sincronizada japonesa, medalhista olímpica. 

## Carreira
Omata representou seu país nos Jogos Olímpicos de 2016, onde conquistou a medalha de bronze por equipes.